# Style néo-germanique

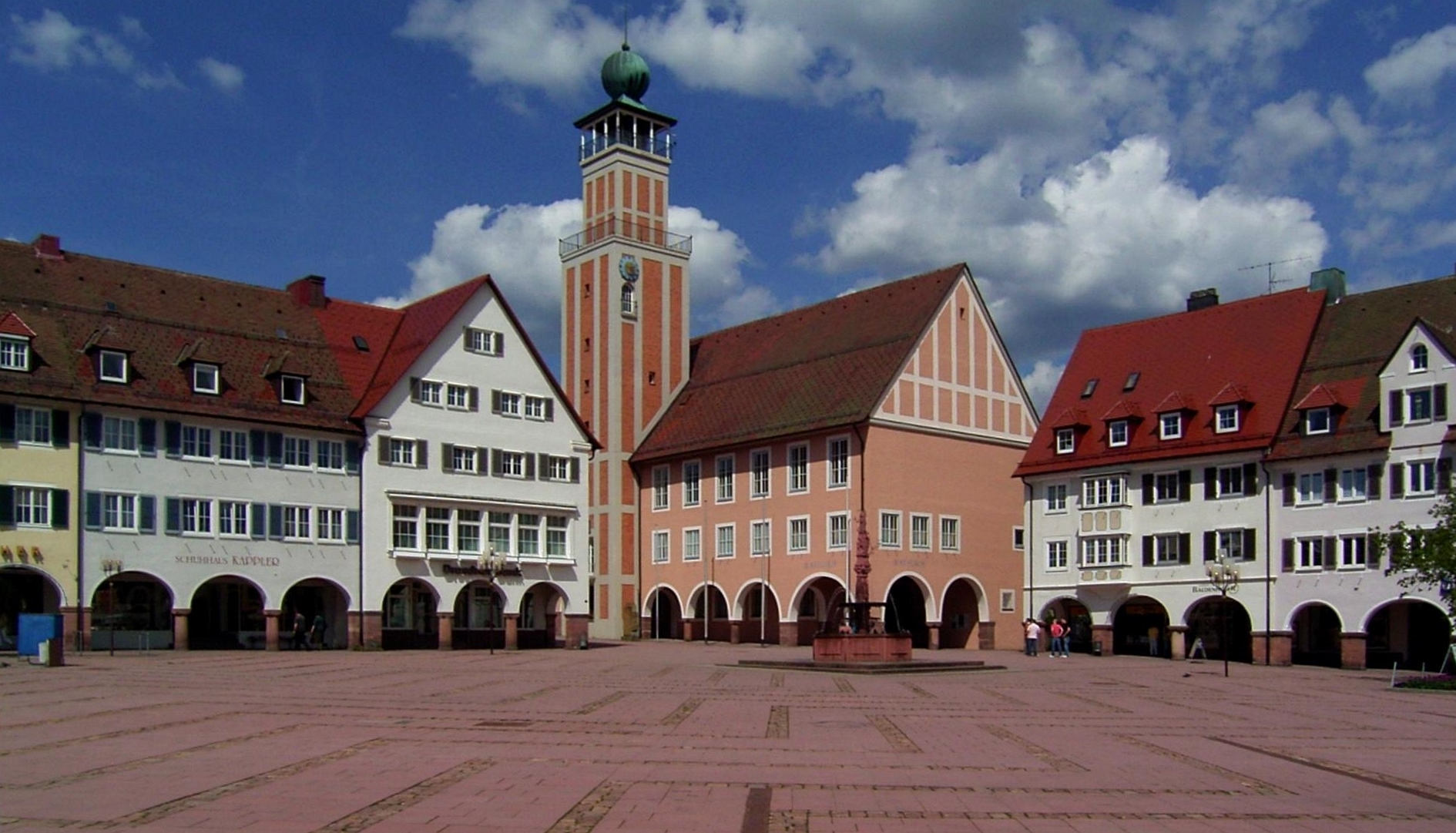
La place du marché de Freudenstadt (1950).

Le style néo-germanique moderne, ou littéralement style de défense de la patrie (en allemand : Heimatschutzstil ou Heimatschutzarchitektur) est un style architectural apparu en Allemagne dans la mouvance du style moderne et qui a été référencé et commenté à partir de 1904 et qui a atteint son apogée jusqu'en 1945. Il ne doit être confondu avec le Heimatstil de la fin du XIXe siècle qui était en vogue pour les villégiatures historicistes de forêt et de montagne, mélangeant les poutres ouvragées et les pierres de bosselage ou rustiques, dans l’esprit du romantisme allemand.
Le style est étroitement lié aux divers mouvements sociaux influencés par des idéaux néo-romantiques qui ont pour objectif le renforcement d'un véritable amour pour la patrie (Heimat) mais aussi d'un nationalisme romantique. En opposition avec l'urbanisation dans le sillage de la révolution industrielle, leurs efforts
ont abouti à la naissance de nombreuses associations d'histoire des traditions populaires, notamment le Wandervogel fondé en 1901.

## Description

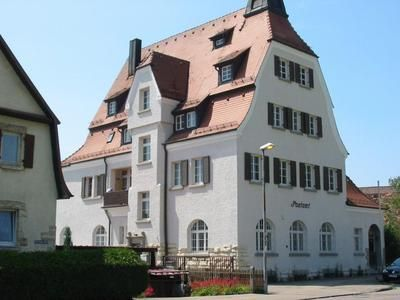
L'ancien bureau de poste à Neresheim (1911).

L’architecture néo-germanique emploie les matériaux locaux, comme la brique pour le nord de l’Allemagne, ou le bois pour les régions alpines. Elle utilise aussi les éléments ornementaux d’autrefois, comme les tourelles, les piliers ou les angelots et s’inscrit dans le paysage culturel. Bien qu'elle soit apparue au tournant du siècle, elle a surtout commencé à se déployer en province de Prusse-Orientale, après les destructions de la Première Guerre mondiale, avec l’appui d’organismes tels que la Reichsverband Ostpreußenhilfe, mais aussi en Bavière avec la construction d’un réseau de nouvelles postes.

## Historique
L’ancêtre du style néo-germanique moderne est l’architecture de briques des débuts de l’ère industrielle. Ce style est architectural, aussi bien pour les ouvrages sacrés ou profanes, mais se retrouve aussi dans la sculpture monumentale et l’art des jardins.
C’est le 30 mars 1904 qu’est créée à Dresde une union pour la défense de la patrie (Bund Heimatschutz). Au début sous l'égide de l'écologiste Ernst Rudorff (1840–1916) impliquant des éléments völkisch, son objet principal se révèle rapidement du domaine de l’architecture, dans le but de redonner vie au vocabulaire d’autrefois, avec pour corollaire la défense de l’artisanat allemand. L’Allemagne du IIIe Reich laisse le style pour des complexes résidentiels, lui préférant pour ses édifices publics de prestige une architecture néo-classique monumentale particulier à cette époque. 
Après la Seconde Guerre mondiale, cette architecture a été considérée, en général, comme historiquement chargée. D’autre part le style néo-germanique est proche de l’Expressionnisme de brique, prôné par Fritz Höger 1877–1949) qui n'avait de la sorte quasiment pas accès aux commandes publiques entre 1933 et 1945. Néanmoins, de nombreux édifices construits en style néo-germanique ont été construits jusque dans les années 1950.

## Représentants de ce style

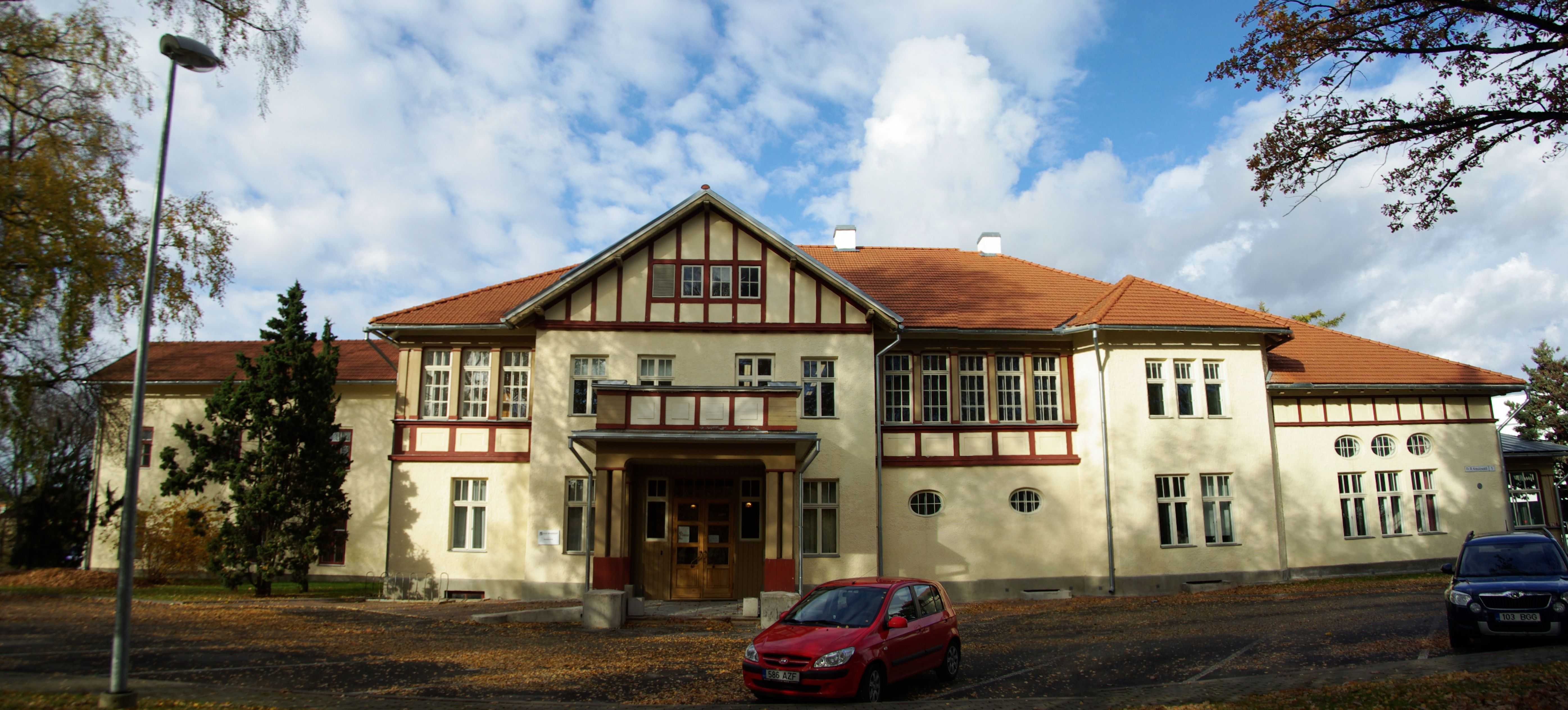
Façade de l'ancien manoir de Techlefer, aujourd'hui en Estonie.

- Josef Anton Albrich (de)
- Otto Bubenzer (de)
- Roderich Fick
- Theodor Fischer
- Karl Gruber
- Rudolf Lempp (de)
- Alfred Lichtwark
- Hermann Muthesius
- Heinrich Renard (de)
- Paul Schmitthenner
- Julius Schulte-Frohlinde (de)
- Paul Schultze-Naumburg
- Heinrich Tessenow

## Galerie

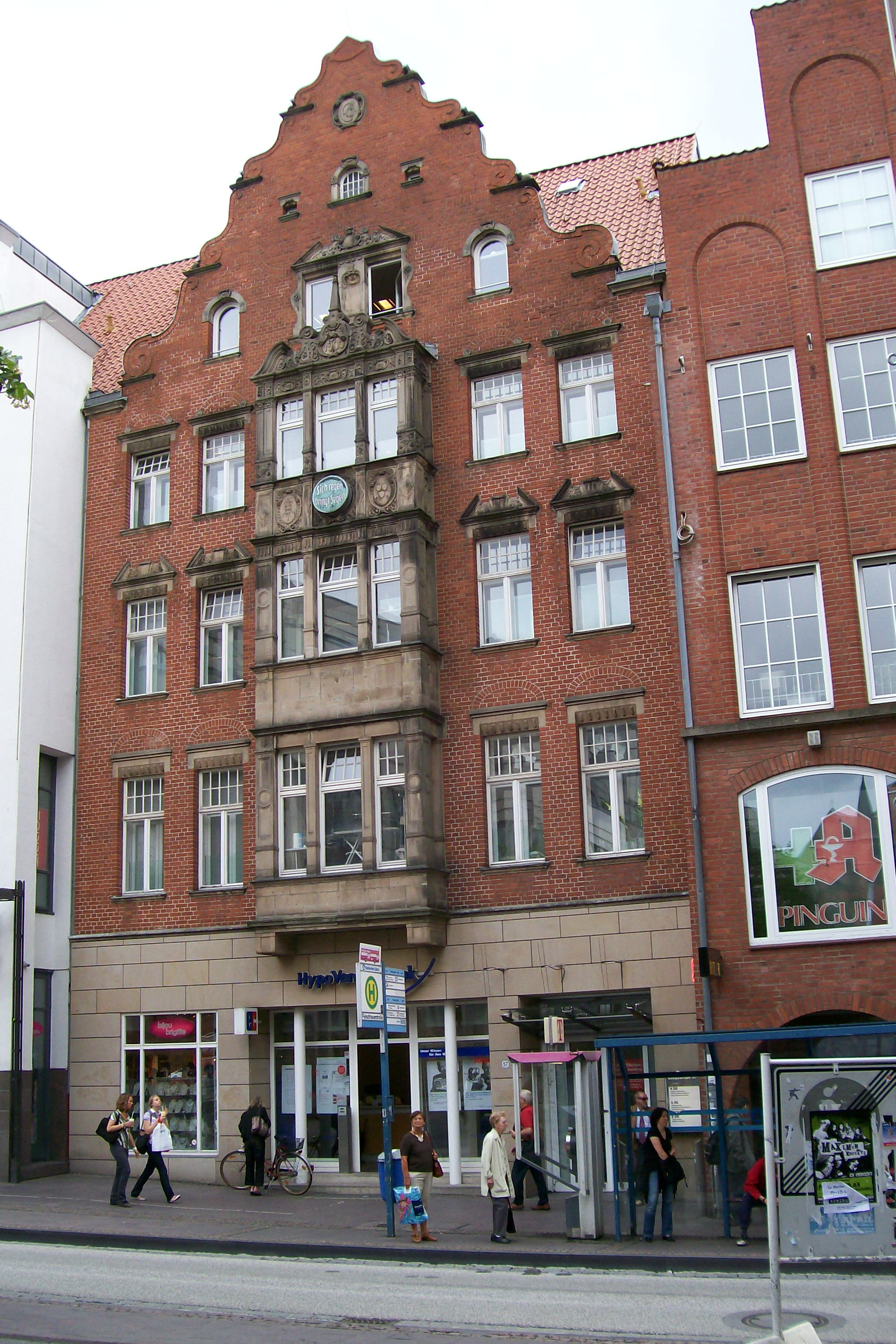
Immeuble protégé du patrimoine à Lübeck
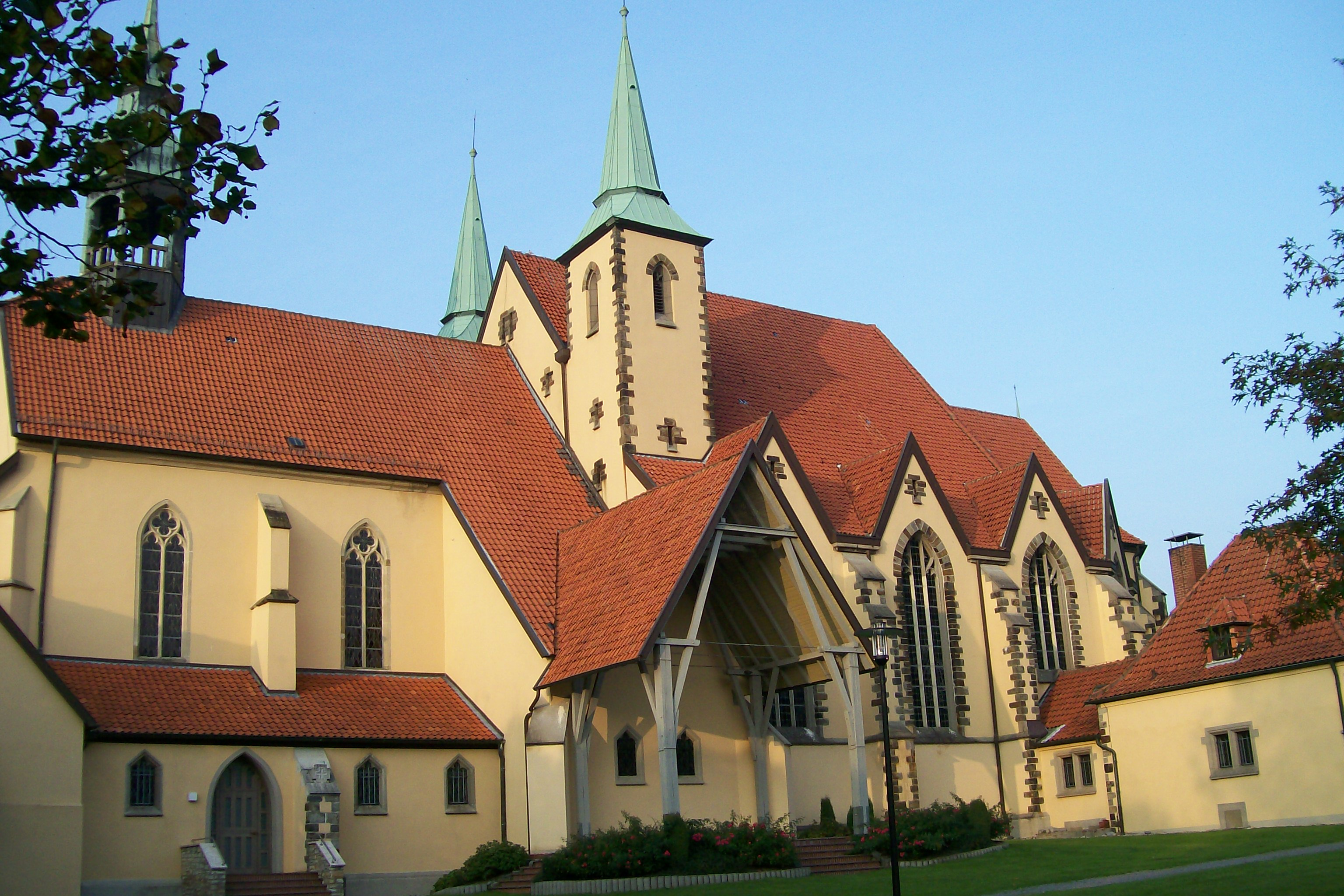
Vue de l’église de Wallenhorst-Rulle en Basse-Saxe, construite par Renard en 1927–1930
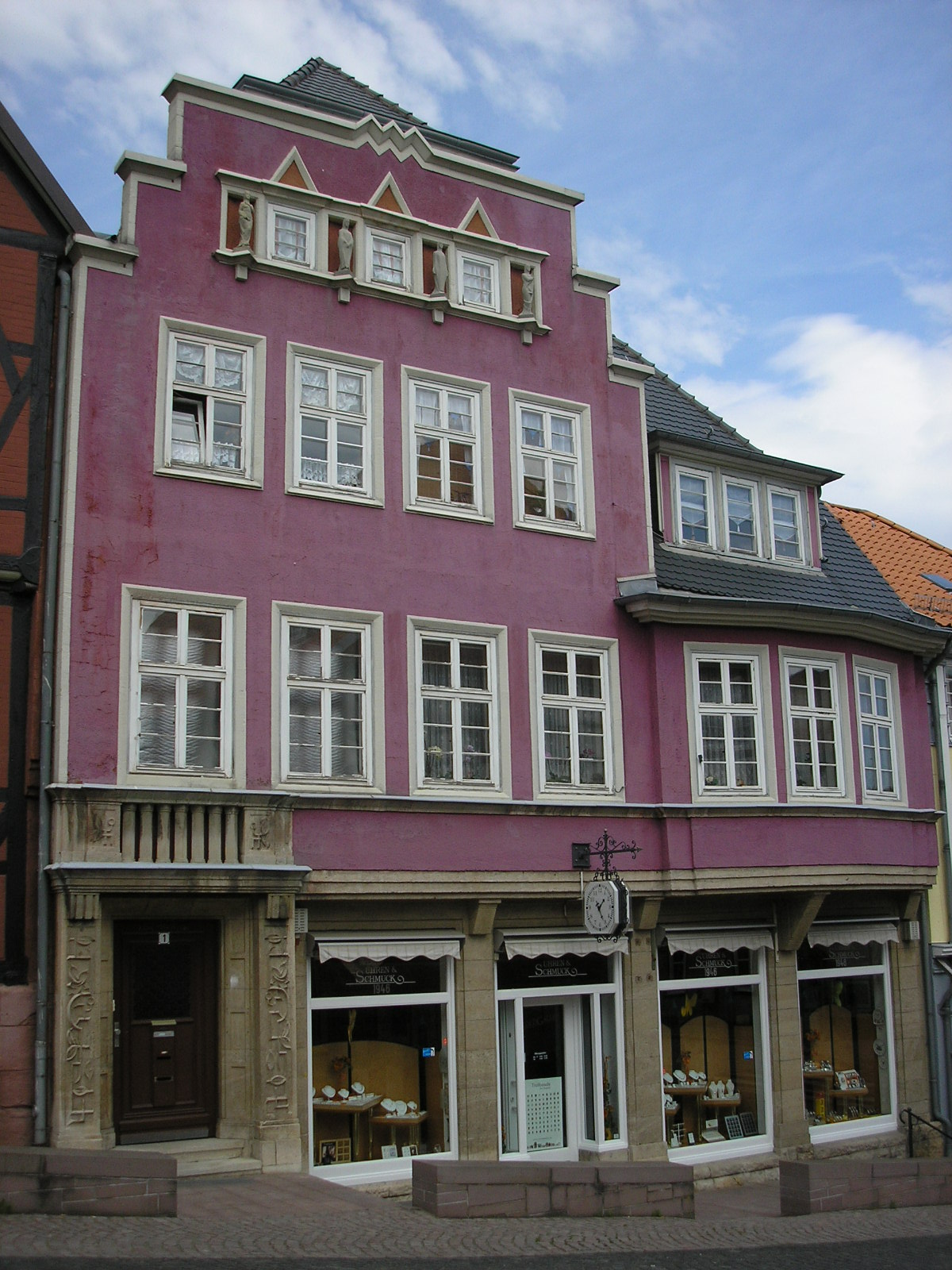
Façade d’une maison à Heiligenstadt
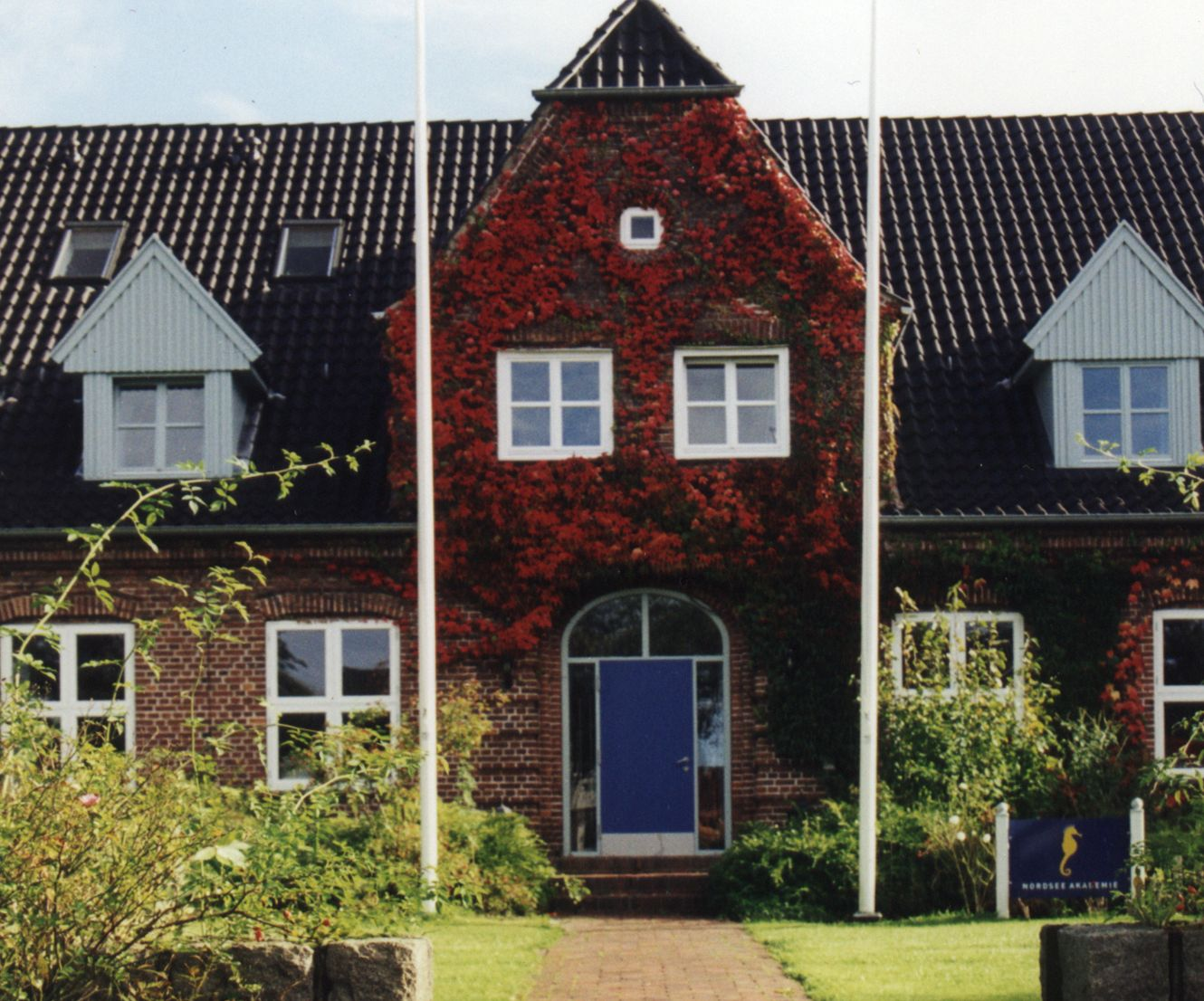
La Nordsee Akademie de Leck